# Colonel Durruti
Cet article court présente un sujet plus développé dans : Yves Frémion, Emmanuel Jouanne et Buenaventura Durruti.

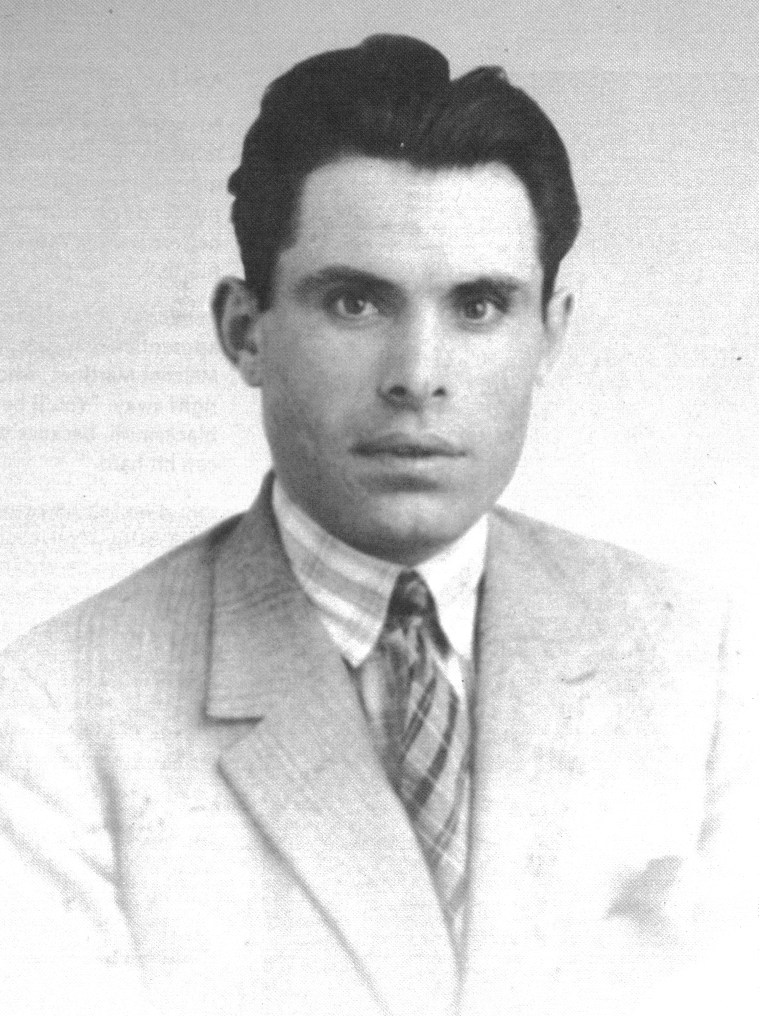
Portrait de Buenaventura Durruti.

Colonel Durruti est le nom de plume (pseudonyme collectif) sous lequel Yves Frémion et Emmanuel Jouanne ont signé Tuez un salaud !. Ce roman, dédié à Jacques Mesrine, inaugure le cycle du Soviet, qui compte en tout cinq titres. Le Soviet est un groupe anarcho-situationniste d’action directe porté sur l’humour populaire. 
Ce nom de plume se réfère à Buenaventura Durruti, anarcho-syndicaliste espagnol mort en 1936 à Madrid.

## Romans
Les cinq romans sont : 
- Tuez un salaud !, Fleuve noir, 1985, réédition Série noire no 2469, 1997, réédition Goater Noir, no 5, 2014
- Le Rat Débile et les Rats Méchants, Fleuve noir collection Spécial-Police no 2034, 1986, réédition Goater Noir no 8, 2015
- C'est la danse des connards, Fleuve noir collection Spécial-Police no 2050, 1987 ; réédition Goater Noir, no 10, 2015
- Berlin l'Enchanteur, Série noire no 2470, 1997, réédition Goater Noir no 12, 2016
- Le Soviet au Congo, Goater Noir no 15, 2016[1]

## Sources
- Notices d'autorité :   - VIAF
  - ISNI
  - BnF (données)
  - IdRef
  - LCCN
  - WorldCat
- Biographie d'Emmanuel Jouanne sur Le cafard cosmique